# Platyrhacus fecundus
Platyrhacus fecundus är en mångfotingart som beskrevs av Carl 1912. Platyrhacus fecundus ingår i släktet Platyrhacus och familjen Platyrhacidae. Utöver nominatformen finns också underarten P. f. sterilis.